# ويندي بيكيت
ويندي بيكيت (بالإنجليزية: Wendy Beckett) هي مترجمة ومؤلفة وراهبة وأستاذة جامعية ومقدمة تلفزيونية بريطانية، ولدت في 25 فبراير 1930 في اتحاد جنوب أفريقيا، وتوفيت في 26 ديسمبر 2018 في Quidenham ‏ في المملكة المتحدة.

## وصلات خارجية
- ويندي بيكيت على موقع IMDb (الإنجليزية)
- ويندي بيكيت على موقع الموسوعة البريطانية (الإنجليزية)
- ويندي بيكيت على موقع قاعدة بيانات الفيلم (الإنجليزية)